# Melanie Bernstein

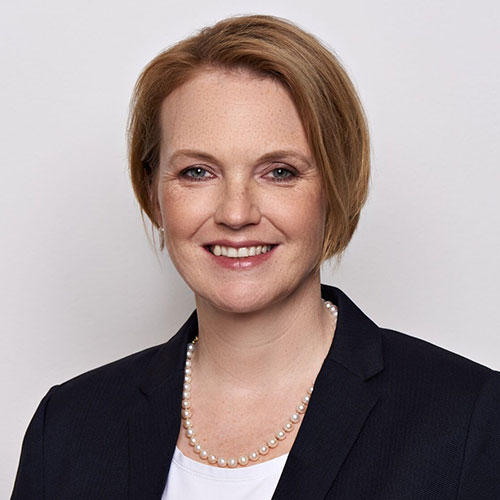
Melanie Bernstein (2017)

Melanie Bernstein (* 28. September 1976 in Buchholz in der Nordheide) ist eine deutsche Politikerin (CDU). Sie ist seit 2023 wieder Abgeordnete des Deutschen Bundestags, dem sie bereits von 2017 bis 2021 angehört hatte.

## Leben
Bernstein wuchs in der Nordheide auf. Nach ihrem Abitur absolvierte sie von 1995 bis 2001 das Magisterstudium der angewandten Kulturwissenschaften an der Universität Lüneburg. Ab 2000 war sie in einem Start-up-Unternehmen der Technischen Universität Hamburg-Harburg sowie weiteren mittelständischen Unternehmen beschäftigt und ab 2003 bei einem Unternehmen für Arbeitsschutz und Technik in Buchholz.
2003 wurde sie Mitglied der CDU. 2004 wechselte Bernstein als neue Landesgeschäftsführerin der Jungen Union Schleswig-Holstein nach Kiel. 2005 bis 2010 war sie als Nachfolgerin von Daniel Günther Kreisgeschäftsführerin der CDU im Kreis Rendsburg-Eckernförde und der Stadt Neumünster. Nach ihrer Elternzeit wurde sie am 1. Oktober 2014 erneut Kreisgeschäftsführerin der CDU Neumünster.
Seit Mai 2022 ist Melanie Bernstein Geschäftsführerin einer Werbeagentur in Neumünster.
Melanie Bernstein ist die Witwe des CDU-Politikers und Landtagsabgeordneten Axel Bernstein (1974–2017), der einen Monat vor der Bundestagswahl 2017 in seinem Garten tödlich verunglückte. Sie ist Mutter von Zwillingen und evangelischer Konfession.

## Bundestagsabgeordnete
Am 14. Oktober 2016 setzte sich Bernstein in einer Kampfabstimmung unter anderem gegen Werner Kalinka durch und wurde als CDU-Kandidatin für den Bundestag nominiert. Trotz des plötzlichen Todes ihres Mannes im Wahlkampf hielt Bernstein an ihrer Kandidatur fest. Am 24. September 2017 errang sie mit 40,7 % der Erststimmen das Direktmandat im Bundestagswahlkreis Plön – Neumünster für die CDU. Sie war im Bundestag Mitglied im Ausschuss für Familie, Senioren, Frauen und Jugend und Mitglied im Ausschuss für Kultur und Medien, wo sie als Obfrau der CDU/CSU-Bundestagsfraktion fungierte. Zudem war sie Schriftführerin.
Bei der Bundestagswahl 2021 kandidierte sie erneut im Wahlkreis Plön-Neumünster, verlor das Direktmandat jedoch mit 27,9 % der Erststimmen gegen ihren SPD-Herausforderer Kristian Klinck (31,4 % der Erststimmen) und verpasste zunächst den erneuten Einzug in den Bundestag.  Am 6. Februar 2023 rückte sie für den verstorbenen Abgeordneten Gero Storjohann in den Bundestag nach. Im 20. Deutschen Bundestag war sie Mitglied im Ausschuss für Familie, Senioren, Frauen und Jugend und im Petitionsausschuss, zudem stellvertretendes Mitglied im Verkehrsausschuss.
Für die Bundestagswahl 2025 kandidierte Bernstein erstmals im Bundestagswahlkreis Segeberg – Stormarn-Mitte und wurde von ihrer Partei auf Platz 4 der Landesliste gewählt. Sie konnte sich mit 32,3 % der Erststimmen gegen den Wahlkreisinhaber Bengt Bergt (SPD) durchsetzen und zog somit direkt in den 21. Deutschen Bundestag ein.

## Ehrenämter
Auf der 18. Ordentlichen Mitgliederversammlung am 24. November 2018 in Bonn wurde Melanie Bernstein in den Vorstand der Kulturpolitischen Gesellschaft gewählt. Im Kleinen Theater am Markt in Wahlstedt ist sie ehrenamtlich als Vorsitzende des Programmbeirats tätig.